# Sverre Hansen
Sverre Hansen (Noruega, 12 de noviembre de 1899-25 de febrero de 1991) fue un atleta noruego, especialista en la prueba de salto de longitud en la que llegó a ser medallista de bronce olímpico en 1924.

## Carrera deportiva
En los JJ. OO. de París 1924 ganó la medalla de bronce en el salto de longitud, llegando hasta los 7.26 metros, siendo superado por los estadounidenses William DeHart Hubbard (oro con 7.445 m) y Edward Gourdin (plata).